# Tomaszówek (województwo łódzkie)
Tomaszówek – wieś w Polsce położona w województwie łódzkim, w powiecie opoczyńskim, w gminie Sławno.
Przez miejscowość przebiega droga wojewódzka nr 713 Opoczno – Tomaszów Mazowiecki – Łódź, a na południe od niej linia kolejowa nr 25 Łódź Kaliska − Dębica.
Wierni Kościoła rzymskokatolickiego należą do parafii Przemienienia Pańskiego w Kamieniu.

## Opis
W latach 1975–1998 miejscowość administracyjnie należała do województwa piotrkowskiego.